# Mal-e Gāvdān
Mal-e Gāvdān (persiska: مل گاودان, مَلِگايدان) är en ort i Iran.   Den ligger i provinsen Bushehr, i den centrala delen av landet, 800 km söder om huvudstaden Teheran. Mal-e Gāvdān ligger 29 meter över havet och antalet invånare är 134.
Terrängen runt Mal-e Gāvdān är platt åt sydväst, men åt nordost är den kuperad. Runt Mal-e Gāvdān är det glesbefolkat, med 15 invånare per kvadratkilometer. Närmaste större samhälle är Khvormūj, 11,3 km norr om Mal-e Gāvdān. Trakten runt Mal-e Gāvdān är ofruktbar med lite eller ingen växtlighet.